# Thüringer Schlossfestspiele Sondershausen
Die Thüringer Schlossfestspiele sind ein Musiktheaterfestival, welches seit 2006 in Sondershausen jährlich zwischen Juni und Juli ab 2012 für vier Wochen im Schlosshof von Schloss Sondershausen stattfindet.
Veranstalter im Auftrag der Stadt ist hierbei die Theater Nordhausen/Loh-Orchester Sondershausen GmbH.

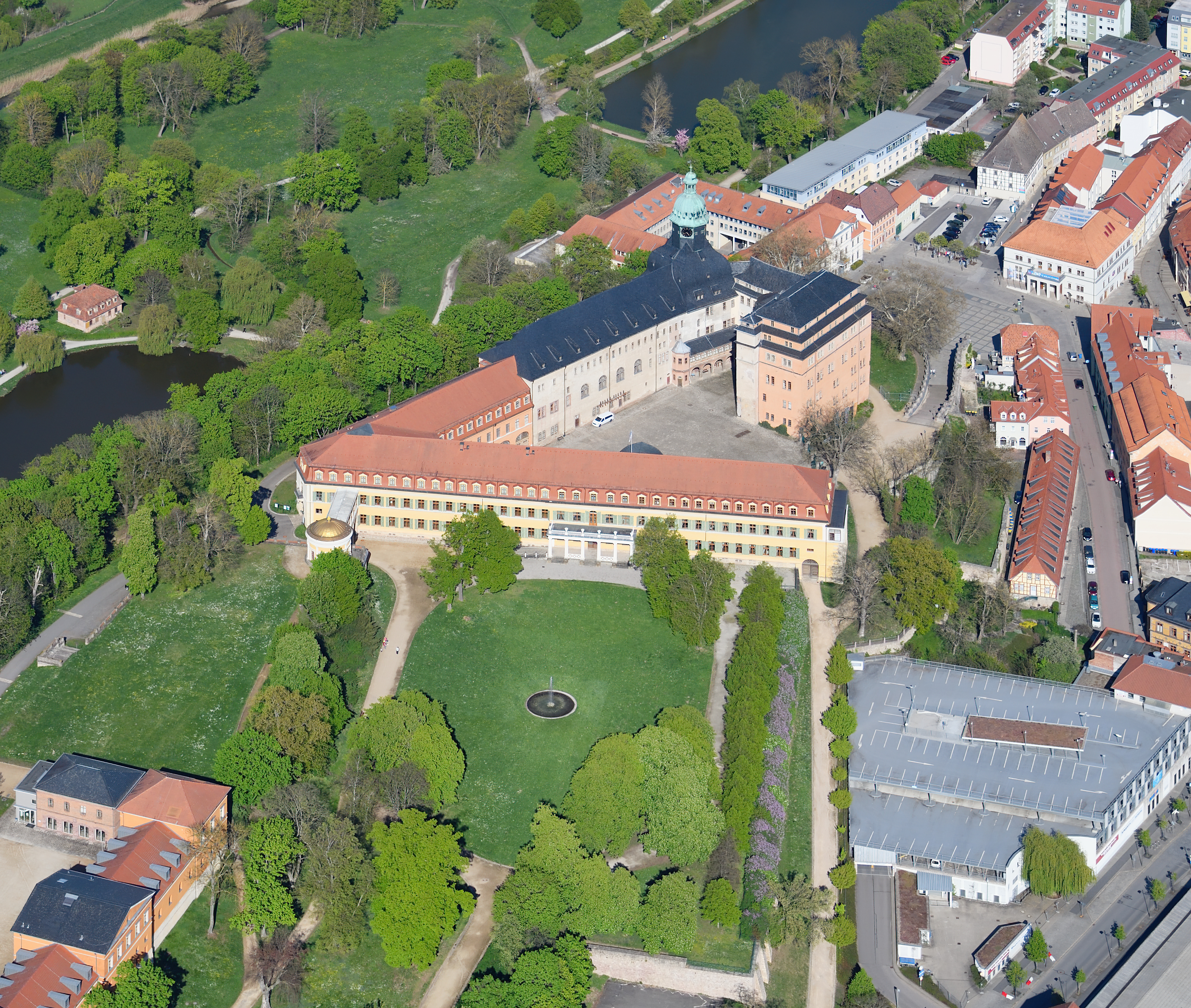
Schloss Sondershausen

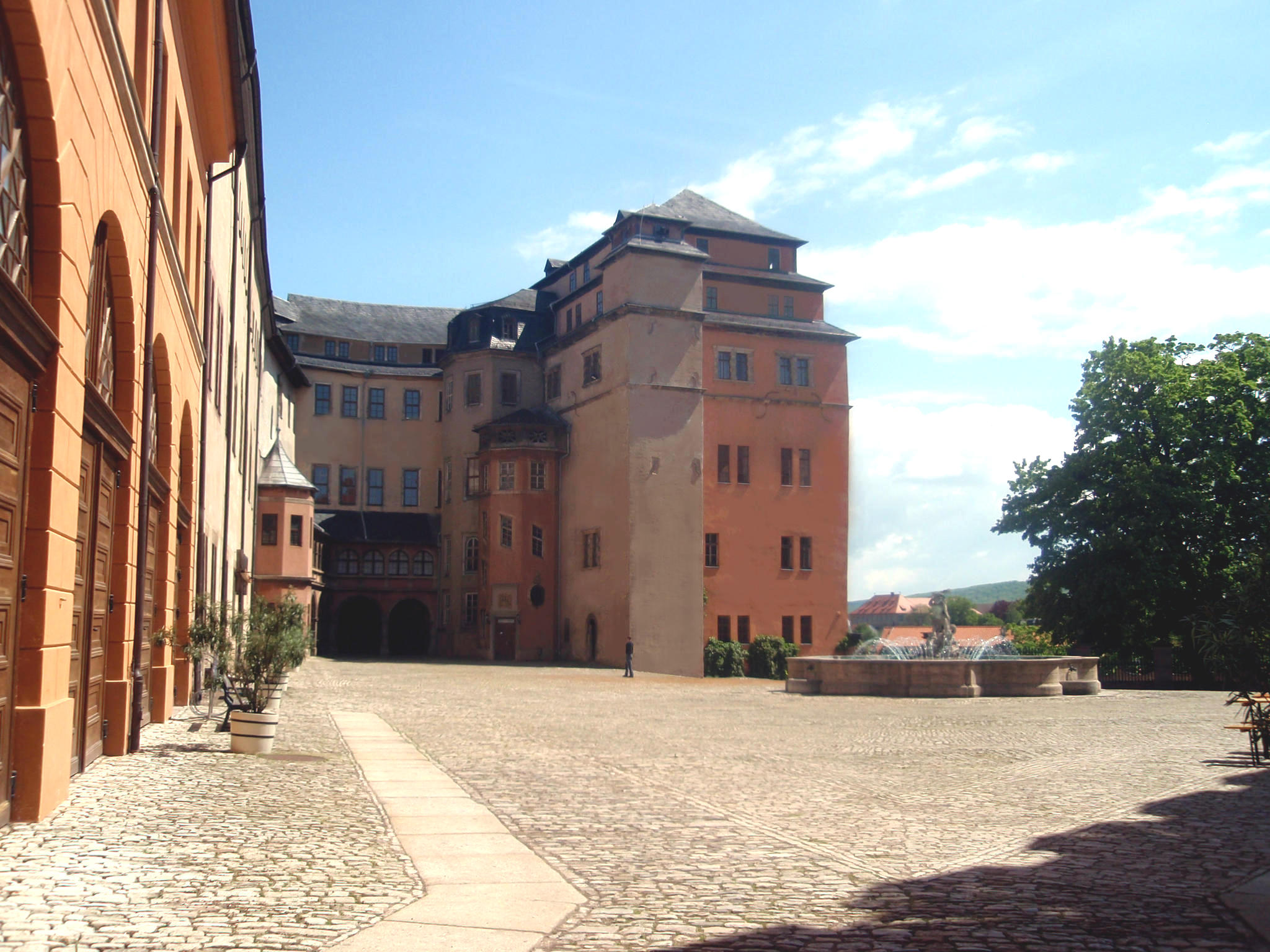
Schlosshof, Blick zu den Renaissanceflügeln und Bühnenstandort

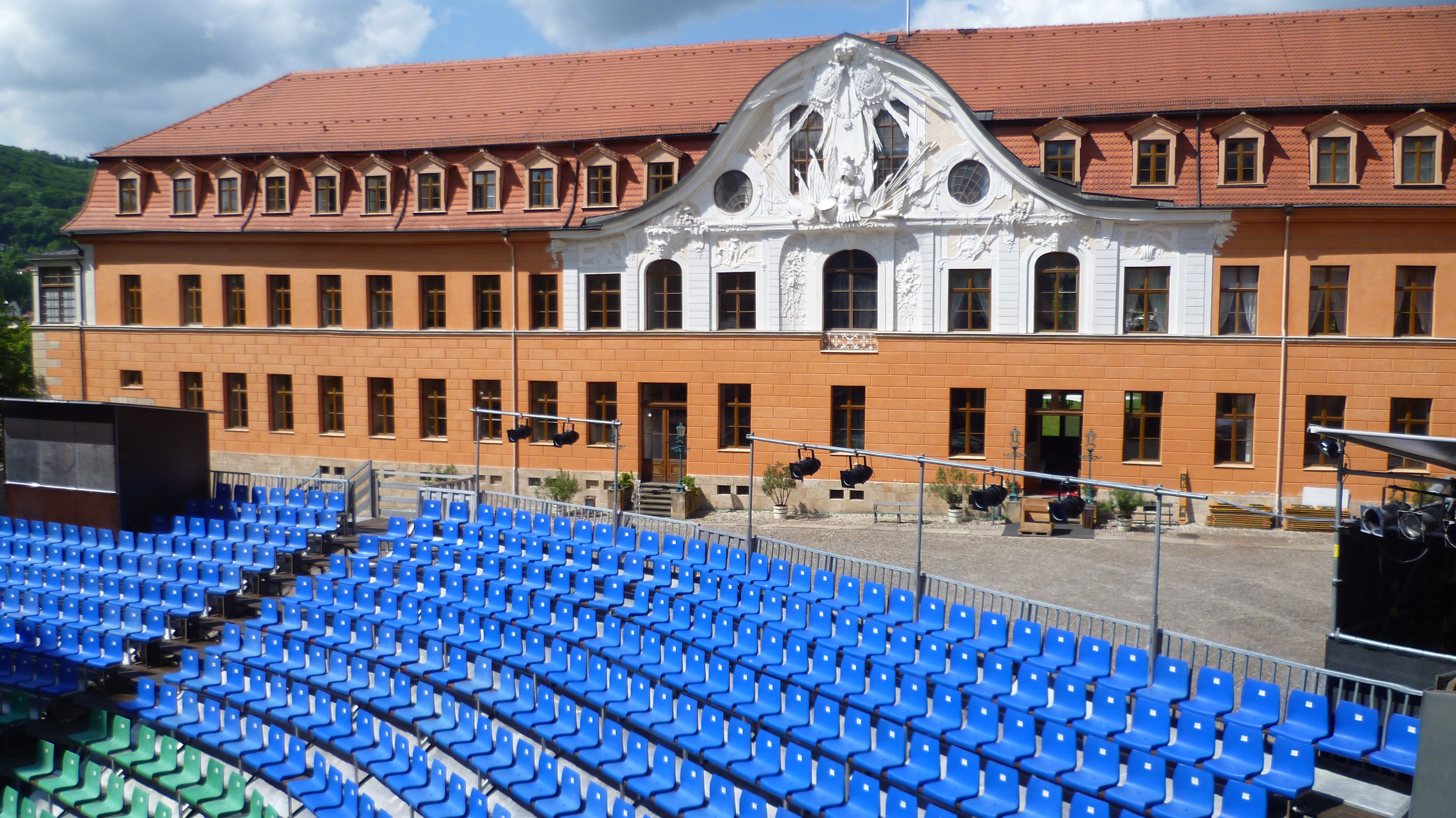
Blick über Tribüne zum Westflügel

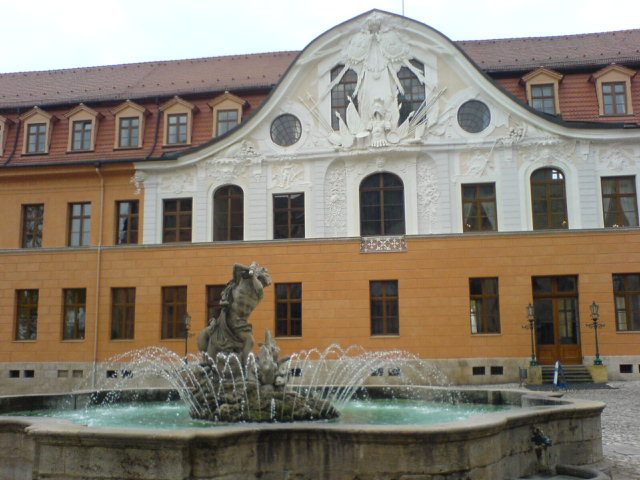
Schlosshof, Sicht zum Westflügel mit Rokokoschweifgiebel

## Geschichte
Die Schlossfestspiele sind  2006 gegründet worden, um die Musiktradition von Sondershausen aufrechtzuerhalten. Bei den Thüringer Schlossfestspielen wirken junge Sänger, die sich gegen Ende ihres Gesangsstudiums oder am Anfang ihrer künstlerischen Laufbahn befinden. Zusammen mit dem  Loh-Orchester Sondershausen erarbeiten die jungen Künstler seit 2006 jeden Sommer ein bekanntes Werk des Musiktheaters. Sie sollen somit die Gelegenheit bekommen, an einer großen professionellen Musiktheaterproduktion mitzuwirken und Erfahrungen mit dieser Festspielatmosphäre zu sammeln.
Seit einigen Jahren werden neben Oper, Operette, Musical auch Stücke für Kinder, sowie Ballett und Konzerte angeboten.
Im Jahr 2018 wurden insgesamt mehr als 12.800 Besucher gezählt.

## Spielstätte
Zum Ort der Aufführungen wurde der Innenhof des Sondershäuser Schlosses gewählt. In der Zeit der Thüringer Festspiele wird hier eine Tribüne für mehr als 700 Zuschauern errichtet. Die unregelmäßig angeordnete Vierflügelanlage des Schlosses bietet hierzu eine gute Akustik. Im Rahmen der Eröffnungsveranstaltung erfolgte ein nächtliches Feuerwerk.
In den Pausen geben Führungen die Möglichkeit, hinter die Kulissen zu schauen und etwas zur Produktion, den Arbeiten hinter und auf der Bühne zu erfahren. Das Schlossmuseum öffnet zu dieser Zeit die Musiksammlung, die überwiegend aus Instrumenten des 16. bis 20. Jahrhunderts besteht, welche der ehemaligen Sondershäuser Hofkapelle und dem hiesigen Konservatorium gehörten und zeigt die „Goldene Kutsche“.
Seit der Spielzeit 2018 fanden die Aufführungen im Lustgarten von Schloss Sondershausen statt. Ab 2021 ist die Spielstätte wieder der Schlosshof.

## Inszenierungen (Auswahl)
| Jahr | Werk                              | Komponist               |
| ---- | --------------------------------- | ----------------------- |
| 2025 | Zorro                             | The Gipsy Kings         |
| 2024 | Turandot                          | Giacomo Puccini         |
| 2023 | Doktor Schiwago (Musical)         | Lucy Simon              |
| 2022 | Così fan tutte                    | Wolfgang Amadeus Mozart |
| 2021 | Tosca                             | Giacomo Puccini         |
| 2020 |                                   |                         |
| 2019 | Jesus Christ Superstar (Rockoper) | Andrew Lloyd Webber     |
| 2018 | La Traviata                       | Giuseppe Verdi          |
| 2017 | Zar und Zimmermann                | Albert Lortzing         |
| 2016 | Anatevka                          | Jerry Bock              |
| 2015 | Carmen                            | Georges Bizet           |
| 2014 | My Fair Lady                      | Frederick Loewe         |
| 2013 | Der fliegende Holländer           | Richard Wagner          |
| 2012 | Die Entführung aus dem Serail     | Wolfgang Amadeus Mozart |
| 2011 | Der Barbier von Sevilla           | Gioachino Rossini       |
| 2010 | Die Zauberflöte                   | Wolfgang Amadeus Mozart |
| 2009 | Im weißen Rössl                   | Ralph Benatzky          |
| 2008 | Aschenbrödel                      | Gioachino Rossini       |
| 2007 | Die Fledermaus                    | Johann Strauss (Sohn)   |
| 2006 | Die Hochzeit des Figaro           | Wolfgang Amadeus Mozart |